# Szinaja
Szinaja (románul: Sinaia) üdülőváros Prahova megyében, Munténiában, Romániában.

## Fekvése
A település a Prahova völgyében, a Bucsecs-hegység keleti lábánál helyezkedik el, Ploieștitől 60 km-re északra, Brassótól 50 km-re délre, 767–820 m tengerszint feletti magasságban.

## Éghajlat
Az éghajlat alacsony hegyvidéki. Az éves átlagos hőmérséklet 8 °C, a júniusi 15 °C, a januári −4 °C. A nyár eleje csapadékos. Az évi átlagos csapadékmennyiség 900 mm. A legcsapadékosabb hónap a június (173 mm), szeptemberben és februárban van a legkevesebb csapadék (55 illetve 40 mm). A hótakaró novembertől március-áprilisig tart. Vastagsága 20 cm-től 3 m-ig terjed, a magasságtól függően.

## Történelem
I. Károly román királynak itt volt a nyári rezidenciája, a Peleș-kastély.

## Lakossága
| Nemzetiségek        | 2002  | 2002   |
| ------------------- | ----- | ------ |
| Románok             | 12218 | 97,65% |
| Romák               | 134   | 1,07%  |
| Magyarok            | 113   | 0,90%  |
| Németek             | 17    | 0,13%  |
| Olaszok             | 7     | 0,05%  |
| Lipovánok           | 4     | 0,03%  |
| Törökök             | 3     | 0,02%  |
| Csángók             | 1     | 0,01%  |
| Görögök             | 1     | 0,01%  |
| Horvátok            | 1     | 0,01%  |
| Ukránok             | 1     | 0,01%  |
| Egyéb nemzetiségűek | 12    | 0,09%  |
| Összesen            | 12512 | 100,0% |

## Híres emberek
- Itt született Mircea David (1914–1993) válogatott román labdarúgó
- Itt született Nicolae Neagoe (1941–2023) olimpiai bronzérmes román bobversenyző

## Külső hivatkozások
- Szinaja a Wikivoyage-en
- infoSinaia.ro Archiválva 2006. június 30-i dátummal a Wayback Machine-ben
- Turisztikai információk
- A település honlapja
- 2002-es népszámlálási adatok
- Adatok a településről
- asociatiaturismprahova.ro Archiválva 2016. március 4-i dátummal a Wayback Machine-ben
- Marele Dicționar Geografic al României